# Draft 1982 de la NBA
1981 1983
La draft 1982 de la NBA est la 36e draft annuelle de la National Basketball Association (NBA), se déroulant en amont de la saison 1982-1983. Elle s'est tenue le 29 juin 1982 au Madison Square Garden de New York. Elle se compose de 10 tours et 225 joueurs ont été sélectionnés,.
Lors de cette draft, 23 équipes de la NBA choisissent à tour de rôle des joueurs évoluant au basket-ball universitaire américain, ainsi que des joueurs internationaux. Si un joueur quittait l’université plus tôt, il devenait éligible à la sélection.
Les deux premiers choix de la draft se décident entre les deux équipes arrivées dernières de leur division l'année précédente, à l'issue d'un pile ou face. Les choix de premier tour restant et les choix de draft sont affectés aux équipes dans l'ordre inverse de leur bilan victoires-défaites lors de la saison 1981-1982.
Particularité historique : grâce au jeu des échanges de choix de draft, James Worthy devient le premier joueur à être drafté en première position par le champion sortant, les Lakers de Los Angeles. C'est le second choix de draft, Terry Cummings, qui remporte le titre de NBA Rookie of the Year.
Deux joueurs de cette classe de draft, Worthy et le troisième choix, Dominique Wilkins, sont intronisés au Basketball Hall of Fame à l'issue de leur carrière.

## Draft
| ^ | Signale un joueur qui a été intronisé au Basketball Hall of Fame                                                                |
| * | Signale un joueur qui a été sélectionné pour au moins un match annuel NBA All-Star Game et une récompense annuelle All-NBA Team |
| + | Signale un joueur qui a été sélectionné pour au moins un match annuel NBA All-Star Game                                         |
| R | Signale le joueur qui a remporté le titre de NBA Rookie of the Year                                                             |

### Premier tour
| Choix | Nom                | Position       | Nationalité | Équipe                                                                          | Provenance                     |
| ----- | ------------------ | -------------- | ----------- | ------------------------------------------------------------------------------- | ------------------------------ |
| 1     | James Worthy^      | Ailier         | États-Unis  | Lakers de Los Angeles (des Cavaliers de Cleveland)                              | Tar Heels de Caroline du Nord  |
| 2     | Terry Cummings* R  | Ailier         | États-Unis  | Clippers de San Diego                                                           | Blue Demons de DePaul          |
| 3     | Dominique Wilkins^ | Ailier         | États-Unis  | Jazz de l'Utah                                                                  | Bulldogs de la Géorgie         |
| 4     | Bill Garnett       | Ailier         | États-Unis  | Mavericks de Dallas                                                             | Cowboys du Wyoming             |
| 5     | LaSalle Thompson   | Pivot          | États-Unis  | Kings de Kansas City                                                            | Longhorns du Texas             |
| 6     | Trent Tucker       | Arrière        | États-Unis  | Knicks de New York                                                              | Golden Gophers du Minnesota    |
| 7     | Quintin Dailey     | Arrière        | États-Unis  | Bulls de Chicago                                                                | Dons de San Francisco          |
| 8     | Clark Kellogg      | Ailier fort    | États-Unis  | Pacers de l'Indiana                                                             | Buckeyes d'Ohio State          |
| 9     | Cliff Levingston   | Ailier fort    | États-Unis  | Pistons de Détroit                                                              | Shockers de Wichita State      |
| 10    | Keith Edmonson     | Arrière        | États-Unis  | Hawks d'Atlanta                                                                 | Boilermakers de Purdue         |
| 11    | Fat Lever*         | Meneur         | États-Unis  | Trail Blazers de Portland                                                       | Sun Devils d'Arizona State     |
| 12    | John Bagley        | Meneur         | États-Unis  | Cavaliers de Cleveland (des Bullets de Washington via les Pistons de Détroit)   | Eagles de Boston College       |
| 13    | Eric Floyd+        | Arrière        | États-Unis  | Nets du New Jersey                                                              | Hoyas de Georgetown            |
| 14    | Lester Conner      | Meneur         | États-Unis  | Warriors de Golden State                                                        | Beavers d'Oregon State         |
| 15    | David Thirdkill    | Ailier Arrière | États-Unis  | Suns de Phoenix (des Nuggets de Denver)                                         | Bradley                        |
| 16    | Terry Teagle       | Arrière        | États-Unis  | Rockets de Houston                                                              | Bears de Baylor                |
| 17    | Brook Steppe       | Arrière        | États-Unis  | Kings de Kansas City (des Suns de Phoenix via les Nets du New Jersey)           | Yellow Jackets de Georgia Tech |
| 18    | Ricky Pierce+      | Arrière        | États-Unis  | Pistons de Détroit (des Spurs de San Antonio via les Trail Blazers de Portland) | Owls de Rice                   |
| 19    | Rob Williams       | Meneur         | États-Unis  | Nuggets de Denver (des SuperSonics de Seattle)                                  | Cougars de Houston             |
| 20    | Paul Pressey       | Ailier         | États-Unis  | Bucks de Milwaukee                                                              | Golden Hurricane de Tulsa      |
| 21    | Eddie Phillips     | Ailier         | États-Unis  | Nets du New Jersey (des Lakers de Los Angeles)                                  | Crimson Tide de l'Alabama      |
| 22    | Mark McNamara      | Pivot          | États-Unis  | 76ers de Philadelphie                                                           | Golden Bears de la Californie  |
| 23    | Darren Tillis      | Pivot          | États-Unis  | Celtics de Boston                                                               | Vikings de Cleveland State     |

### Joueurs notables sélectionnés dans les tours suivants
| Choix | Nom          | Position       | Nationalité | Équipe                                               | Provenance                       |
| ----- | ------------ | -------------- | ----------- | ---------------------------------------------------- | -------------------------------- |
| 31    | Rod Higgins  | Ailier fort    | États-Unis  | Bulls de Chicago (des Pacers de l'Indiana)           | Bulldogs de Fresno State         |
| 35    | Derek Smith  | Arrière Ailier | États-Unis  | Warriors de Golden State (des Bullets de Washington) | Cardinals de Louisville          |
| 37    | Audie Norris | Pivot          | États-Unis  | Trail Blazers de Portland                            | Tigers de Jackson State          |
| 48    | Craig Hodges | Arrière        | États-Unis  | Clippers de San Diego                                | 49ers de Long Beach State        |
| 63    | Chuck Nevitt | Pivot          | États-Unis  | Rockets de Houston                                   | Wolfpack de North Carolina State |
| 72    | Mark Eaton+  | Pivot          | États-Unis  | Jazz de l'Utah                                       | Bruins d'UCLA                    |